# Pycnogonum littorale
Pycnogonum littorale är en havsspindelart som beskrevs av Ström, H. 1762. Pycnogonum littorale ingår i släktet Pycnogonum och familjen Pycnogonidae. Arten är reproducerande i Sverige. Inga underarter finns listade i Catalogue of Life.